# Rowlandius ramosi
Espèce
Rowlandius ramosi est une espèce de schizomides de la famille des Hubbardiidae.

## Distribution
Cette espèce est endémique de la province de Sancti Spíritus à Cuba,. Elle se rencontre dans le Sistema Subterráneo María Teresa à Trinidad

## Description
Le mâle holotype mesure 3,38 mm et la femelle paratype 4,16 mm.

## Étymologie
Cette espèce est nommée en l'honneur de José Manuel Ramos Hernández.

## Publication originale
- Armas, 2002 : Nuevas especies de Rowlandius Reddell & Cokendolpher, 1995 (Schizomida: Hubbardiidae) de Cuba. Revista Iberica de Aracnologia, vol. 6, p. 149–167 (texte intégral).